# Coolmore Stud
Coolmore Stud är världens största stuteri för engelskt fullblod beläget i Fethard, Tipperary på Irland. Stuteriet har fött upp flera framgångsrika galopphästar, som även varit verksamma som avelshingstar på stuteriet. Från början startade det som en liten gård av familjen Magnier, som även äger stuteriet idag.
Genom systerbolaget Ballydoyle Stables har stuteriet även ägt flera framgångsrika galopphästar.
Bland annat har hingstarna Sadler's Wells, Danehill och Galileo varit verksamma som avelshingstar på stuteriet.